# 林孔 (加利福尼亞州)
林孔（英語：Rincon）是位於美國加利福尼亞州聖地牙哥縣的一個非建制地區。該地的面積和人口皆未知。

## 地理
林孔的座標為33°17′17″N 116°57′29″W / 33.28806°N 116.95806°W，而該地的平均海拔高度為314米（即1030英尺）。